# Золотая лошадь (Альтэттинг)
Золотая лошадь (нем. Goldenes Rössl) — настольный алтарь, шедевр парижского готического ювелирного искусства начала XV века. Заказан Изабеллой Баварской в качестве подарка на новый 1405 год для своего супруга, французского короля Карла VI. Произведение выполнено неизвестным мастером из золота, позолоченного серебра, инкрустированной эмали, жемчуга, сапфиров и рубинов. В настоящее время хранится в Святой капелле немецкого города Альтэттинг.

## История
С конца XIV в Северной Европе распространяется обычай обмена новогодними подарками, которые назвались фр. étreness, то есть «знаки (внимания)». Один из немногих дошедших до наших дней étreness — подарок Изабеллы Баварской своему мужу, французскому королю Карлу VI к новому 1405 году. Он был заказан у неизвестного парижского мастера. Представляет собой настольный алтарь, выполненный из золота и серебра, инкрустированный эмалью, драгоценными камнями и жемчугом, в центре которого в стилизованной беседке восседает Мадонна с Младенцем.
Спустя несколько месяцев после вручения Карл VI заложил подарок, чтобы выплатить пенсию своему шурину, герцогу Людовику Баварскому. Впоследствии реликвия была передана церкви Святой Марии в Ингольштадте, а затем, в 1509 году — в казну королевства. В настоящее время хранится в Святой капелле немецкого города Альтэттинг, являясь одним из самых ценных предметов капеллы.
В 1801 году, во время секуляризации в Баварии, «Золотую лошадь» доставили в Мюнхен для переплавки, которой, однако, удалось избежать. Спустя 20 лет реликвия вернулась в Альтэттинг. С 1992 по 1995 годы проводились работы по реставрации шедевра в мастерских Баварского национального музея в Мюнхене.
С 26 марта по 19 июля 2004 года экспонировалась в Лувре в рамках выставки «Париж 1400. Искусство Карла VI».

## Описание
«Золота лошадь» — ювелирное изделие религиозного характера. Оно представляет собой настольный алтарь пирамидальной формы, высотой 62 см, шириной 45 см и толщиной 27 см. В его центре — Мадонна с Младенцем, восседающая на престоле в беседке. У ног Девы Марии три ребёнка, отождествляемые со святыми Иоанном Богословом (слева с ягнёнком), Иоанном Крестителем (справа с золотой евхаристической чащей) и Екатериной Александрийской (слева, за головой Карла VI). Отождествление третьего ребёнка со святой Екатериной оспаривается некоторыми исследователями. Так польский историк и теоретик искусства Ян Бялостоцкий обращает внимание, что святая Екатерина не была современницей Христа, а потому этот персонаж может олицетворять кого-то другого.
Слева от Мадонны на коленях стоит король Карл VI. Он облачён в доспехи и синюю мантию с геральдическими лилиями. Справа — коленопреклоненный маршал Карла VI. В руках он держит королевский шлем. Все персонажи сцены обращены взором на Деву с младенцем. На нижним ярусе, к которому по бокам ведут две узкие лестницы, конюх протягивает руки к богато запряжённой лошади, от которой произошло название работы.
Архитектурные элементы конструкции выполнены в золоте, лица персонажей, одежда, и животные — в эмалированном золоте, доспехи — в серебре. Богатство изображения, реалистичность, фигур, внимание к деталям (от анатомии лошади до застёжек на молитвеннике перед Карлом) исключительны, что по мнению искусствоведов делает данный предмет — шедевром ювелирного искусства.